# Ole Kristian Ruud
Ole Kristian Ruud (* 2. října 1958 Lillestrøm) je norský dirigent, spolupracující s mnoha orchestry v severských zemích. Známými se staly jeho nahrávky děl Edvarda Griega a dalších norských skladatelů. Za svou uměleckou činnost obdržel různá ocenení.

## Život a kariéra
Narodil se v Lillestrømu. Studoval hru na klarinet na Norské hudební akademii v Oslu pod vedením Richarda Kjelstrupa a dirigování na finské Sibeliově akademii.
Nejdříve se věnoval hře na klarinet; dirigentsky debutoval v roce 1985 s Filharmonii Oslo a záhy začal spolupracovat jako hostující dirigent s většinou norských symfonických orchestrů. Byl šéfdiregentem a uměleckým ředitelem norského Trondheimského symfonického orchestru (1987–1995) a šéfdiregentem švédského Norrköpingského symfonického orchestru (1996–1999). Po roce 2000 zastával funkce uměleckého ředitele v Stavangerském symfonickém orchestru (umělecký ředitel se zaměřením na norský repertoár v období 2000–2003), norském mládežnickém orchestru Ungdomssymfonikerne (2003–2017) a dechovém hudebním tělesu norských ozbrojených sil Forsvarets stabsmusikkorps (2006–2012).
Byl stálým dirigentem různých dalších orchestrů v severských zemích (Bergenská filharmonie, Norský rozhlasový orchestr, Švédský rozhlasový orchestr, Stockholmský komorní orchestr, Sinfonia Lahti). Jako hostující dirigent spolupracoval s dalšími tělesy ve Francii, Španělsku, Spojeném království, Spojených státech a Japonsku, kde od roku 1990 hostuje u Symfonického orchestru Yomiuri Nippon.
Nahrál mnoho titulů pro švédské vydavatelství klasické hudby BIS Records, včetně ceněných nahrávek děl norských skladatelů Geirra Tveitta a Haralda Sæveruda se Stavangerským symfonickým orchestrem a kompletního orchestrálního díla Edvarda Griega, jež nastudoval s Bergenskou filharmonií; práci na tomto projektu dokončil v roce 2005. V roce 1993 s londýnským Philharmonia Orchestra nastudoval a v Royal Festival Hall uvedl kompletní Griegovu scénickou hudbu k Peeru Gyntovi. V roce 2010 společně s norskou houslistkou Annar Follesø a Norským rozhlasovým orchestrem nastudoval a nahrál houslové koncerty Oleho Bulla.
Za svou uměleckou činnost obdržel různá ocenění, včetně Griegovy ceny (1992 a 2007), ceny norských kritiků (1993) a ceny Lindemans Legat (1994). Jeho griegovské nahrávky s Bergenskou filharmonií byly v letech 2004, 2005 a 2007 oceněny titulem „Record of the Year“, udělovaným londýnskou organizací Grieg Society.
Od roku 1999 vyučuje dirigování na Norské hudební akademii. Je hudebním ředitelem festivalu Peera Gynta konaném v Gålå v norském Gudbrandsdalenu.